# Институт равноправия
Институт равноправия — грузинская неправительственная организация, ведущая мониторинг нарушений прав человека в стране. Председатель — Ираклий Какабадзе. Одним из членов правления до 2008 года являлся бывший министр по урегулированию конфликтов в правительстве Саакашвили Георгий Хаиндрава.
В 2006 году четверо сотрудников института были арестованы полицией на 30 дней за акцию, проведённую во время судебного процесса по делу об убийстве Сандро Гиргвлиани. Протест по поводу ареста выразили Лаша Бугадзе, Рати Амаглобели, Давид Маградзе, вдова Зураба Жвания — Нино Жвания, которая отметила: «всё это является лицом сегодняшней демократии». После разгона полицейским спецназом акций оппозиции в ноябре 2007 года, представители института заявили, что власти наложили штраф в размере 400 лари (около 250 долларов) примерно на тысячу демонстрантов. В том же году трое сотрудников института были арестованы в связи с требованиями освобождения приговорённого к 7 годам тюрьмы Ираклия Батиашвили, которого правозащитники считают политическим заключённым. Директор «Института равноправия» назвал задержание незаконным и вызванным тем, что организация «не боится и борется с тоталитарным и бандитским режимом господина президента и его ближайшим окружением».
В феврале 2008 года представитель института Лаша Чхартишвили заявил по поводу акции протеста «Воры голосов», которую провела оппозиция, обвиняя президента Грузии Михаила Саакашвили и председателя Центральной избирательной комиссии Левана Тархнишвили в фальсификации итогов выборов: «Фальсификация во время выборов была огромных масштабов, Саакашвили незаконно присвоил себе власть. Он украл голоса при помощи Левана Тархнишвили». В апреле 2008 года полиция задержала нескольких сотрудников организации за попытку написать на проспекте Руставели перед зданием грузинского парламента лозунг «Грузия без полицейского режима».